# La Cirera (Sant Boi de Lluçanès)
La Cirera és una masia del municipi de Sant Boi de Lluçanès (Osona) inclosa en l'Inventari del Patrimoni Arquitectònic Català. És situada en un punt enclotat proper a la riera del Sorreigs, a l'est de la font de la Prada i al sud de Pujols.

## Arquitectura
Edifici de planta rectangular allargada amb els murs de pedra i poc morter i coberta de teula àrab a doble vessant, amb el carener lateral a la façana principal. Originàriament els murs estaven arrebossats però actualment pràcticament ha desaparegut. Hi ha una de les parts de la casa que estat rehabilitada recentment i presenta els murs encimentats.
Hi ha una pallissa adossada a la casa; es tracta d'una construcció de planta rectangular i teulat a doble vessant. Els murs són de pedres irregulars i poc morter. El teulat, parcialment reconstruït, presenta la meitat de les teules noves. La porta pròpiament dita de la pallissa és rectangular, molt gran en relació al volum de l'edifici i té una gran llinda de fusta. A banda i banda de la pallissa hi ha construccions adossades que amplien l'espai d'aquesta. Un dels afegits té columnes de maons.

## Història
L'edifici ha estat construït en diverses fases adossant cossos rectangulars a una primera construcció, cosa que es dedueix a partir de l'anàlisi dels murs, fets amb diferents barreges de pedra i morter.
La construcció de la pallissa té clarament dues fases constructives. La primera correspon a la part dels murs de pedra amb l'obertura amb llinda de fusta i la segona, que amplia la primera per la banda esquerra de la façana principal de l'edifici, és posterior i actualment es fa servir de garatge.
La masia de la Cirera apareix documentada l'any 1651 en un llistat de cases on els forasters han de passar vint-i-tres dies de purga abans d'entrar a Sant Boi en època de pesta.